# Sakamoto Days
Sakamoto Days (jap. サカモトデイズ Sakamoto deizu) – manga autorstwa Yuto Suzukiego, publikowana na łamach magazynu „Shūkan Shōnen Jump” wydawnictwa Shūeisha od listopada 2020. W Polsce prawa do dystrybucji mangi nabyło Studio JG.
Na podstawie mangi studio TMS Entertainment wyprodukowało serial anime, którego premiera odbyła się w styczniu 2025.

## Fabuła
Taro Sakamoto był niegdyś niezrównanym zabójcą, zyskując w podziemnym świecie status legendy. Jednakże pewnego dnia stało się coś nie do pomyślenia. Sakamoto zakochał się. Zaczął umawiać się na randki, przeszedł na emeryturę, ożenił się i miał dziecko, w wyniku czego przybrał na wadze. Choć teraz pracuje jako skromny właściciel sklepu spożywczego, świat zabójców wciąż za nim podąża. Sakamoto, wraz z Shinem, pracownikiem jego sklepu, obdarzonym zdolnością telepatii, będą chronić jego skromne życie i rodzinę, lub zginą próbując.

## Bohaterowie
- Taro Sakamoto (jap. 坂本 太郎 Sakamoto Tarō)

Seiyū: Tomokazu Sugita 
Były zabójca, który zrezygnował z bogatego życia i przestępczości, aby poślubić Aoi. Przybrał na wadze i stał się bardziej wyluzowany, jednak nadal ma nadludzkie umiejętności i siłę z czasów, gdy był zabójcą. W ekstremalnych sytuacjach traci cały tłuszcz i staje się chudy, stając się dwukrotnie silniejszym niż wcześniej.
- Shin Asakura (jap. 朝倉 シン Asakura Shin)

Seiyū: Nobunaga Shimazaki 
Były zabójca, który podziwia Sakamoto, a teraz pracuje dla niego w jego sklepie. Znany jest jako Shin Jasnowidz, ponieważ ma zdolność czytania w myślach.
- Lu Xiaotang (jap. 陸 小糖 Rū Shaotan)

Seiyū: Ayane Sakura 
Córka szefa chińskiej mafii. Jest małomówna, ale potrafi być kompetentna, kiedy trzeba. Chociaż nie walczy zbyt wiele, jest bardzo zdolna, ponieważ używa stylu walki łączącego Tai Chi z Pijaną Pięścią.
- Aoi Sakamoto (jap. 坂本 葵 Sakamoto Aoi)

Seiyū: Nao Tōyama 
Żona Sakamoto. Bardzo kocha swojego męża, pomimo jego przeszłości jako zabójcy.
- Hana Sakamoto (jap. 坂本 花 Sakamoto Hana)

Seiyū: Hina Kino 
Córka Sakamoto.
- Heisuke Mashimo (jap. 真霜 平助 Mashimo Heisuke)

Seiyū: Ryōta Suzuki 
Zabójca specjalizujący się w snajperstwie. Jest bardzo łatwowierny i emocjonalny, ale jego umiejętności posługiwania się karabinem snajperskim łatwo to nadrabiają.
- Uzuki/X

Seryjny morderca, który poluje na zabójców i dąży do obalenia JAA. W przeszłości spotkał Sakamoto, który jako jedyny go zranił.
- Kashima (jap. 鹿島)

Cyborg pracujący dla X. Często nosi maskę renifera, aby zakryć swoją mocno pozszywaną twarz.

## Manga
Manga zadebiutowała początkowo jako one-shot, który został opublikowany 26 grudnia 2019 w magazynie „Jump GIGA”, natomiast pierwszy rozdział serii ukazał się 21 listopada 2020 na łamach magazynu „Shūkan Shōnen Jump”. Następnie wydawnictwo Shūeisha rozpoczęło zbieranie rozdziałów do wydań w formacie tankōbon, których pierwszy tom został wydany 2 kwietnia 2021.
22 lipca 2022 wydanie mangi w Polsce zapowiedziało Studio JG, premiera zaś odbyła się 21 października 2022.
Spin-off autorstwa Tetsu Ōkawy, zatytułowany Sakamoto Holidays, ukazuje się w magazynie „Saikyō Jump” od 4 lipca 2024.

## Powieści
W październiku 2022 zapowiedziano powieść autorstwa Renki Misaki, która będzie zawierać oryginalną historię. Książka, zatytułowana Sakamoto Days: Koroshiya no Method (jap. SAKAMOTO DAYS 殺し屋のメソッド Sakamoto deizu koroshiya no mesoddo), została wydana 4 kwietnia 2023.
Druga powieść autorstwa Renki Misaki, stanowiąca spin-off serii, nosi tytuł Sakamoto Days: Koroshiya Blues (jap. SAKAMOTO DAYS 殺し屋ブルース Sakamoto deizu: Koroshiya burūsu) i została wydana 4 grudnia 2024.

## Anime
W maju 2024 ogłoszono, że manga otrzyma adaptację w formie telewizyjnego serialu anime wyprodukowanego przez studio TMS Entertainment. Serię wyreżyserował Masaki Watanabe, scenariusz napisał Taku Kishimoto, a postacie zaprojektował Yō Moriyama. Serial składa się z dwóch części. Pierwsza była emitowana od 11 stycznia do 22 marca 2025 w stacji TV Tokyo, natomiast premiera drugiej odbyła się 15 lipca tego samego roku. Prawa do dystrybucji serii na całym świecie nabył Netflix.

### Ścieżka dźwiękowa
| Nr             | Odcinki   | Tytuł                                  | Wykonawca      | Źródło   |
| Czołówka       | Czołówka  | Czołówka                               | Czołówka       | Czołówka |
| -------------- | --------- | -------------------------------------- | -------------- | -------- |
| 1              | 1–11      | „Hashire Sakamoto” (jap. 走れSAKAMOTO) | Vaundy         | [ 13 ]   |
| 2              | 12–       | „Method”                               | Kroi           | [ 15 ]   |
| Napisy końcowe |           |                                        |                |          |
| 1              | 1–6, 8–11 | „Hashire Sakamoto” (jap. 走れSAKAMOTO) | Conton Candy   | [ 17 ]   |
| 2              | 7         | „Somebody Help Us”                     | Vaundy         | [ 18 ]   |
| 3              | 12–       | „Dandelion” (jap. ダンデライオン)      | Go!Go!Vanillas | [ 19 ]   |

### Lista odcinków
| №  | Tytuł                                                                           | Premiera         |
| -- | ------------------------------------------------------------------------------- | ---------------- |
| 1  | Legendarny zabójca Densetsu no koroshiya (伝説の殺し屋)                         | 11 stycznia 2025 |
| 2  | Son Hee vs. Bacho Bāsasu Sonhi・Bachō (VSソンヒ・バチョウ)                      | 18 stycznia 2025 |
| 3  | Witamy w Sugar Park Shugāpāku e yōkoso! (シュガーパークへようこそ！)            | 25 stycznia 2025 |
| 4  | Hard-boiled Hādo-boirudo (ハードボイルド)                                       | 1 lutego 2025    |
| 5  | Źródło siły Tsuyosa no wake (強さの理由)                                        | 8 lutego 2025    |
| 6  | Heisuke Mashimo Mashimo Heisuke (マシモ ヘイスケ)                               | 15 lutego 2025   |
| 7  | Wróg jurajski Jurashikku yarō (ジュラシック野郎)                                | 22 lutego 2025   |
| 8  | Sklep spożywczy Sakamoto vs. Lab Sakamoto-shōten bāsasu RĀBŌ (坂本商店 vs LABO) | 1 marca 2025     |
| 9  | Sprintem do pociągu Kakekomi jōsha (かけこみ乗車)                               | 8 marca 2025     |
| 10 | Tryb bitewny Sentō mōdo (せんとうモード)                                        | 15 marca 2025    |
| 11 | Pojedynek w kasynie Kajino batoru (カジノバトル)                                | 22 marca 2025    |

## Odbiór
Do października 2022 manga rozeszła się w nakładzie 2,2 miliona egzemplarzy; do listopada 2023 liczba ta wzrosła do 4 milionów egzemplarzy, a w maju 2024 do 5 milionów.
Sakamoto Days zostało nominowane w konkursie Next Manga Award 2021 w kategorii najlepsza manga drukowana, zajmując ostatecznie 9. miejsce spośród 50. nominowanych. Seria zdobyła również nagrodę U-Next.